# Pierre Vrancken

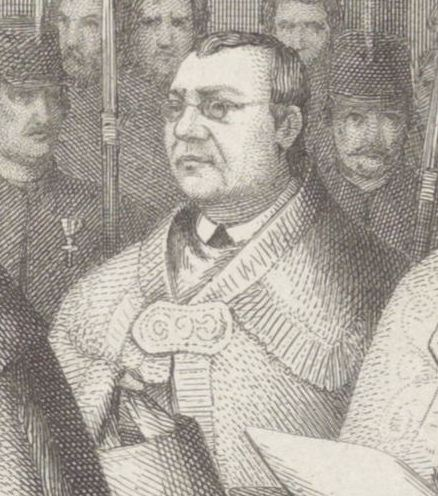
P.M. Vrancken tijdens het Eerste Vaticaans Concilie

Petrus Maria ('Pierre') Vrancken (Montenaken, 8 november 1806 - Hasselt, 17 augustus 1879) was een Belgisch geestelijke en een aartsbisschop van de Rooms-Katholieke Kerk.
Vrancken werd in juni 1829 tot priester gewijd. Vervolgens was hij werkzaam in verscheidene parochies in Nederlands Limburg. In 1838 werd hij benoemd tot deken van Sittard. In deze functie bevorderde hij de vestiging van kloosters in Limburg door de Ursulinenorde.
Vrancken werd op 4 juni 1847 benoemd tot apostolisch vicaris-coadjutor van Batavia en titulair bisschop van Colophon. Hij werd coadjutor van Jacobus Grooff, die door de Nederlands-Indische autoriteiten de verdere toegang tot het land ontzegd was. Zijn bisschopswijding vond plaats op 15 augustus 1847.
Na het overlijden van Grooff op 29 april 1852 volgde Vrancken hem op als apostolisch vicaris. Ook in Nederlands-Indië bevorderde hij de vestiging van de Ursulinen.
Vanwege problemen met zijn gezondheid, veroorzaakt door de tropische omstandigheden, moest Vrancken regelmatig terugkeren naar Nederland. In 1874 werd het door zijn artsen onverantwoord geacht nogmaals af te reizen naar Nederlands-Indië. Hij ging op 28 mei 1874 met emeritaat. Op 16 juni 1874 volgde zijn benoeming tot titulair aartsbisschop van Attalea in Pamphylia. 
- Digitale Bibliotheek voor de Nederlandse Letteren: vran009
- Nederlandse Thesaurus van Auteursnamen: 154193232
- Virtual International Authority File: 290532989
- WorldCat: E39PBJgX8t3TRQGGqBJGHrQrMP